# Aguirregomezcorta
José Antonio Aguirregomezcorta Galdós (Motrico, Guipúzcoa, 24 de abril de 1941 - 2 de septiembre de 2012) fue un futbolista español que se desempeñaba como lateral izquierdo.

## Clubes
| Club                  | País   | Año       |
| --------------------- | ------ | --------- |
| Club Atlético Osasuna | España | 1962-1968 |